# سرخاب‌سر موریس
سرخاب‌سر موریس یا گنجشک یخ در بهشت موریس (نام علمی: Foudia rubra) نام یک گونه از سرده گنجشک‌های یخ در بهشت است.